# SG Adenstedt
Die Sportgemeinschaft Adenstedt von 1894 e. V., kurz SG Adenstedt, ist ein Sportverein aus Adenstedt im Landkreis Peine. Die erste Fußballmannschaft spielte ein Jahr in der höchsten niedersächsischen Amateurliga.

## Geschichte
Die SG Adenstedt geht auf den im Jahre 1894 gegründeten MTV Adenstedt zurück, der im Jahre 1911 eine Fußballabteilung gründete. Im Rahmen der Reinlichen Scheidung trennten sich die Fußballer im Jahre als Eiche Adenstedt vom MTV ab. Ende der 1950er Jahre hatten die Fußballer des mittlerweile SG Adenstedt genannten Vereins ihre erfolgreichste Zeit.
Im Jahr 1957 gelang der Aufstieg in die Amateurliga Staffel 5 (Hildesheim). Zwei Jahre später wurde die SG Meister dieser Klasse und zog in die Aufstiegsrunde zur Amateuroberliga Niedersachsen-Ost ein. Im Entscheidungsspiel gegen den SC Uelzen 09 gelang durch ein Tor von Heini Kraska der Aufstieg. Im niedersächsischen Oberhaus gelang der Mannschaft ein guter Start, der das Team bis auf Platz drei führte. Höhepunkt war ein 1:0-Sieg gegen den VfB Peine. Verletzungspech sorgte für eine Niederlagenserie. Am Saisonende stieg die SG nach einer 3:5-Niederlage im Entscheidungsspiel gegen Rot-Weiß Steterburg ab.
1963 wurde die SG noch einmal Dritter der Amateurliga, verpasste aber ein Jahr später als Vorletzter die Qualifikation für die neu geschaffene Verbandsliga Niedersachsen. Damit verschwand der Verein auf Bezirks- und Kreisebene. Im Jahre 2010 gelang der Aufstieg in die 1. Kreisklasse Peine, wo die Mannschaft heute noch spielt.

## Persönlichkeiten
- Horst-Dieter Berking (1940–1999), Fußballspieler